# ГЕС Ібітінга
ГЕС Ібітінга (порт. Usina Hidrelétrica de Ibitinga) — гідроелектростанція на сході Бразилії у штаті Сан-Паулу. Знаходячись між ГЕС Барірі (вище по течії) та ГЕС Promissão, входить до складу каскаду на річці Тіете, лівій притоці Парани.
В межах проекту річку перекрили комбінованою бетонною та земляною греблею довжиною 1556 метрів, облаштувавши по центру машинний зал, а у правобережній частині судноплавний шлюз. Ця споруда утримує витягнуте по долині річки на 76 км водосховище з площею поверхні 114 км2 та об'ємом 981 млн м3 (корисний об'єм 56 млн м3), в якому можливе лише невелике коливання рівня поверхні між позначками 403,5 та 404 метри НРМ.
Машинний зал обладнали трьома турбінами типу Каплан потужністю по 43,8 МВт, що працюють при напорі 24,3 метра.
Видача продукції відбувається по ЛЕП, розрахованій на роботу під напругою 138 кВ.